# Костел Святого Михайла та монастир бернардинів (Ізяслав)
Косте́л Свято́го Миха́йла та монасти́р о́рдену отці́в бернарди́нів (пол. Kościół św. Michała i klasztor oo. Bernardynów) — пам'ятка сакрального будівництва епохи маньєризму, колишній римо-католицький монастирський комплекс, закладений на початку XVII століття, архітектурна домінанта міста Ізяслава на Волині. Між 1797–1815 роками — головна резиденція Руської провінції непорочного зачаття Пресвятої Діви Марії бернардинів. Стоїть у Старому місті, на високому лівому березі річки Горині. До комплексу будівель належали мурований костел і монастир, дзвіниця, каплиці, господарські будівлі тощо. У північно-західній ділянці монастирського терену були цвинтар і сад, у північно-східній — ставок і сад. Монастирський комплекс оточував високий оборонний мур з бійницями і в'їзними брамами. Нині використовується як в'язниця.

## Положення

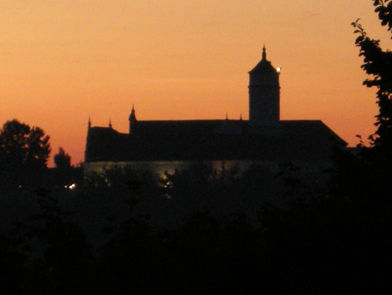
Силует монастиря бернардинів — характерний елемент панорами Ізяслава

Костел і монастир ордену отців бернардинів (оо. Бернардинів) в Ізяславі розташувався в північно-східній частині Старого міста на високому лівому березі річки Горині. Нині обмежується від міста вулицями Бернардинською, Посьолковою і Гагаріна.
Монастирський комплекс бернардинів формував оборонне кільце колишнього міста, його образ з Нового Заслава і околиць. Комплекс разом з фарою Святого Івана Хрестителя і собором Різдва Христового (давніше — замковою церквою) формує центральну площу Старого міста, є найзначнішою за внутрішньою кубатурою і зовнішніми розмірами спорудою архітектурної спадщини Ізяслава. Він займає одну з найвищих ділянок колишнього міста і домінує над іншими спорудами.
Завдяки тому, що місто розділене долиною і заплавою річки Горинь, що збільшує його оглядовість, ансамбль будівель монастиря бернардинів грав і продовжує відігравати важливу роль у силуеті Ізяслава і його містобудівній композиції.

## Умови постання

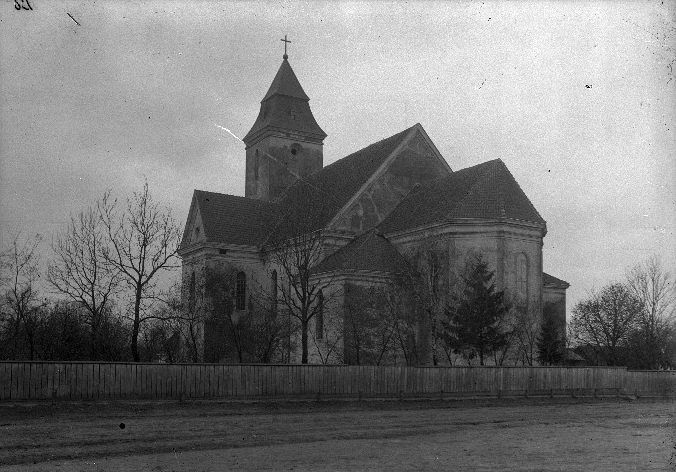
Фара Івана Хрестителя, будувалася одночасно з монастирем бернардинів одним і тим самим архітектором

Період між 1550 і 1650 вважається «Золотим віком» Речі Посполитої (утвореної в 1569 році об'єднанням Королівства Польського і Великого князівства Литовського). Це був період економічного процвітання завдяки торгівлі зерном. Зовнішня торгівля збіжжям займала ключове становище і в торговельній кон'юнктурі Заславщини, провідну роль на ринку якої утримували власники маєтностей князі Заславські. Зібране з волинських володінь зерно доправлялося до Данціґа або іншого порту, звідки продавалося до Нідерландів, Англії, Франції, Італії та Іспанії. Будівництво монастирського комплексу в Заславі відбувалося водночас із реалізацією ще одного досить коштовного проєкту — будівництва костелу Івана Хрестителя. Крім того, це був час релігійної толерантності внаслідок рішень Варшавської конфедерації (1573), але також і пора католицької контрреформації. На час виділення земельної ділянки для спорудження монастиря бернардинів князь Януш Заславський сповідував кальвінізм, його дружина Олександра Санґушківна належала до антитринітаріїв. Завершував будівництво монастиря їхній син князь Олександр Заславський, католик, який проте мав конфлікт з бернардинами. Заслав був багатонаціональним (русини, гебреї, поляки, татари) і багатоконфесійним (православні, антитринітарії, кальвіністи, греко-католики, католики, юдеї, мусульмани) містом. У цей період з'являються на українських землях якісно нові тенденції в архітектурі і містобудуванні привнесені приїжджими європейськими будівничими, здебільшого італійцями. Зведення комплексу монастиря в новітньому стилі маньєризму і пізньоренесансної фари пов'язують із будівничою активністю на заславському терені архітектора Якопо Мадлена, походженням з Ґраубюндену, землі на італо-швейцарському пограниччі.

## Історія

### 1602—1648

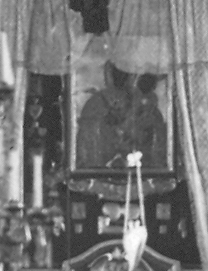
Образ Заславської Матері Божої, центральний елемент головного вівтаря

Культ святих імен одна з найхарактерніших прикмет бернардинів (IHS — монограма імені Ісуса)

Як свідчить римо-католицьке джерело, князем Янушем Янушевичем Заславським під будівництво монастиря жебрачого ордену бернардинів (так на теренах східної Європи називають представників Ордену Братів Менших — францисканів) у 1602 році була передана «полишена православна каплиця» у Старому Заславі разом з іконою Заславської Божої Матері, яка «з давніх-давен» належала до скарбу князів Заславських. Найпевніше, тоді йшлося про спорудження римо-католицької святині на місці колишньої православної обителі — монастиря Пресвятої Трійці, що на той час вже занепала внаслідок невідомих житейських перемін.
Про будівництво монастиря і при ньому костелу відомостей не збереглося, принаймні, вони не відомі сучасним дослідникам. Згадка з 15 липня 1622 року доносить до нас, що будівлю костелу святого Михайла щойно почали засклеплювати. Отже, можна припустити, що від часу прийняття оо. Бернардинами фундушу у 1604 році до моменту, коли стіни костелу вже були вимурувані, минуло 18 років. Саме стільки знадобилося будівничим, а серед них і архітекторові Якопо Мадлена, щоб спочатку підготувати, а потім узятися за здійснення такого грандіозного будівництва. Загалом будівництво комплексу тривало до 1630 року, відколи споруда монастиря була включена до міської оборонної системи Старого Заслава з напільного боку (з півночі). Саме тим періодом слід датувати збережений до наших днів західний фасад будівлі монастиря з аттиком і типовими маньєристими фронтонами. Ймовірно, до планування цих щипців мав відношення архітектор-бернардин Бернард Авелідес. Опріч того, сучасний зовнішній вигляд монастиря можна побачити на карті з XVIII століття, де звертає на себе особливу увагу чотириярусна вежа, що складає нині два з третиною яруси.
З початком козацької ребелії під проводом гетьмана Богдана Хмельницького образ Заславської Матері Божої евакуювали до монастиря оо. Бернардинів у Ряшеві. Тим часом козацтво й збурене хлопство, захопивши місто, пограбувало і поруйнувало монастир, який в жалюгідному стані проіснував наступні майже 80 років.

### 1727—1789

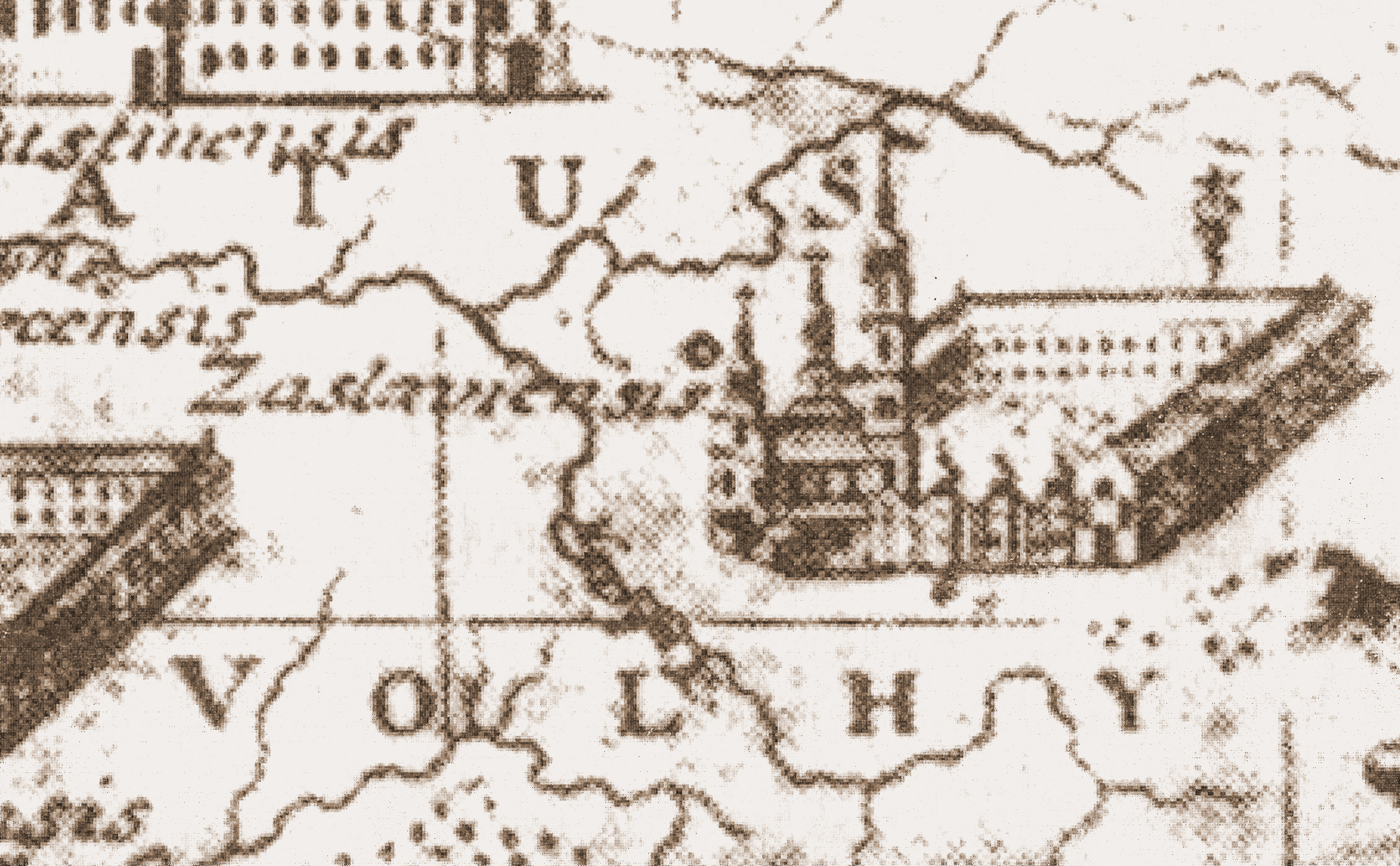
Комплекс монастиря
(Фрагмент мапи «Tabula chorographica Provinciae Russiae». XVIII ст.)

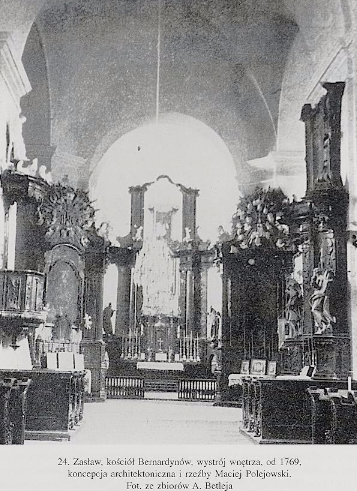
Головний вівтар

Стараннями Павла Карла Санґушка у 1727 році почалося відродження монастиря, яке тривало в кілька етапів. Дослідники виокремлюють так звані «першу реконструкцію» (1753–1754), протягом якої будівля монастиря зазнала суттєвих змін, костел наново перекрито. Різьбяр Домінік Кацевич виготовив для костелу вівтар святого Йосипа. В 1753 році, у зв'язку зі встановленням риштувань довкола монастиря, згадується ім'я заславського архітектора Паоло Фонтана. Проте означити ширше його діяльність у цьому напрямку не дозволяють доступні джерела.
«Другу реконструкцію» (1759–1775), за час якої відбувся поточний ремонт монастиря. Нави і покої отримали розмаїте мистецьке опорядження. 1763 року до роботи над храмовими вівтарями був залучений різьбяр з Аннополя Ян Пуш. Проте цілковито впоратися із замовленнями він не встиг через наглу смерть. Відтак у 1765 році був укладений контракт із представником львівської школи скульпторів Йозефом Штилем (Józef Sztyl, Josef Still). Наступного року костел наново потинькували, вставили нові вікна, пофарбували й розписали вівтарі, стіни і фронтони. У 1766–1767 роках демонтовано старий орган і збудовано новий хор за ескізом брата-бернардина Артемізія Брауна з Чуднова, новий орган роботи Михайла Садковського зі Львова встановлено щойно у 1772 році (вже 1776 року орган довелося ремонтувати).
Для опорядження костелу протягом 1766-1770 років придбано вісім робіт видатного живописця 18 століття Шимона Чеховича, зокрема: «Святий Франциск», «Святий Тадеуш», «Святий Онуфрій», «Святий Каетан», «Святий Вінсент», «Преображення Господнє», «Святий Михаїл Архангел», «Свята Текля», «Святий Йосип» і «Святий Ян Непомуцький».

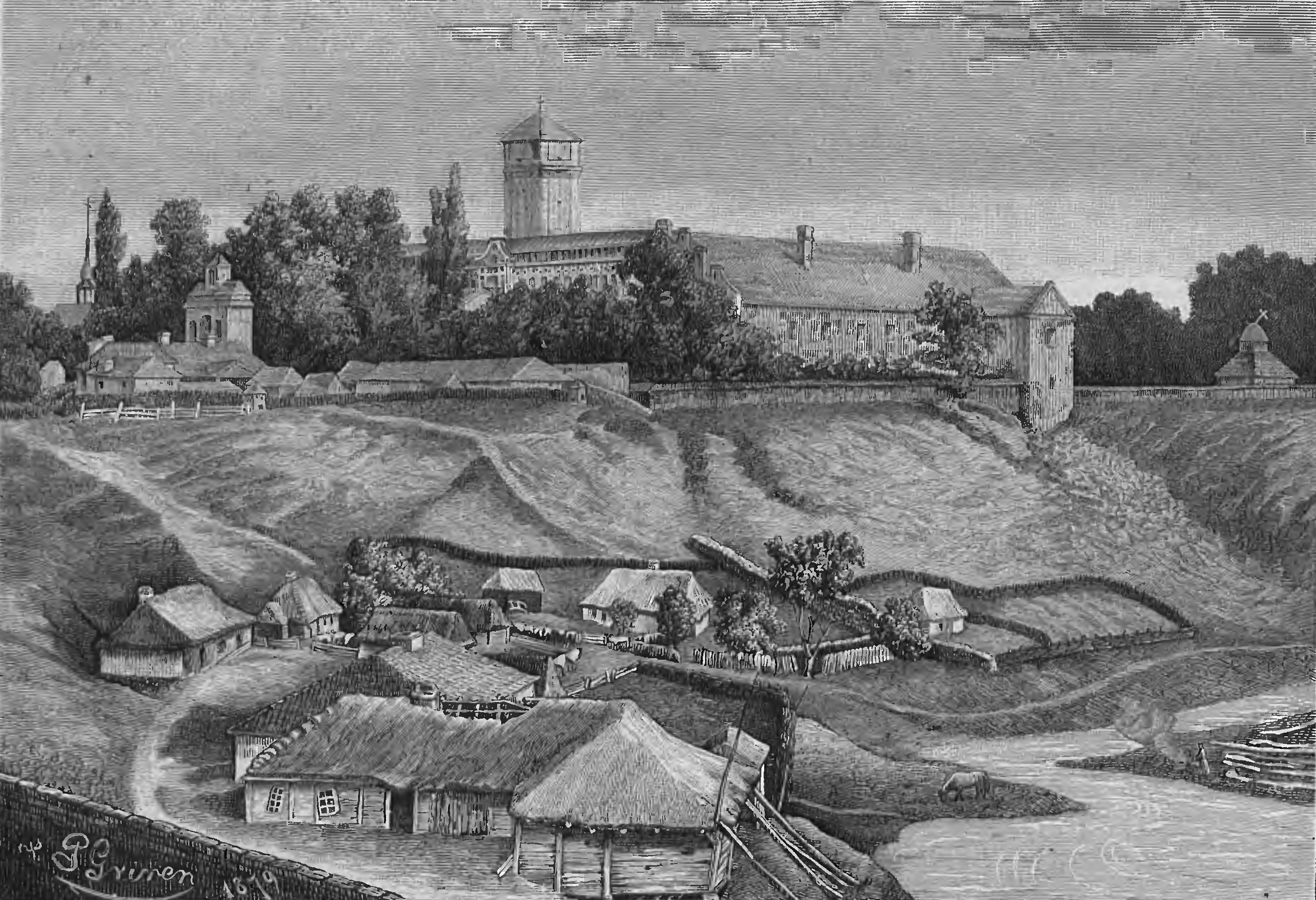
Вид на монастир бернардинів
(Ілюстрація з часопису «Tygodnik ilustrowany». 1881 р.)

У 1768 році укладено контракт зі ще одним представником львівської школи скульпторів, учнем Пінзеля, Матвієм Полейовським. На початку видатний майстер спричинився до появи цимборія, амвона і різьби головного вівтаря. У 1773 році Полейовський прибув до Заслава, щоб розробити нову структуру головного вівтаря костелу святого Михайла, вівтарів святого Роха і святої Теклі. Він повернувся до Львова в листопаді 1774 року, не виконавши робіт до кінця і лишивши двох з п'яти підмайстрів зі свого «верстату» для продовження робіт. До роботи над хором було залучено також Днуса Маркварта з Городища, що заразом виготовив пульпіт і невелике розп'яття. Поряд з майстрами з інших міст над костелом і монастирем працювали заславські майстри: Берек Йосевич, Йосип Машкевич, Юрій Хмілевський.

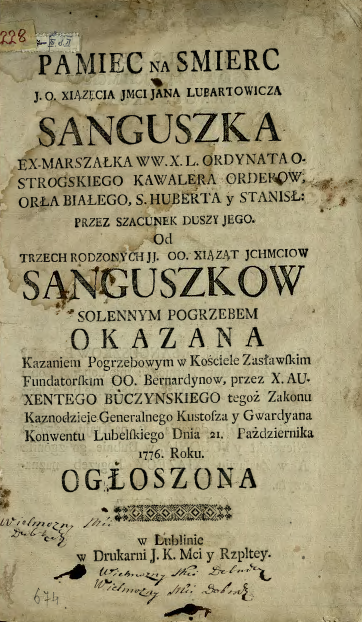
Титульний аркуш панегірика Янушеві Олександру Санґушку Авксентія Бучинського
(виголошений у заславському монастирі 1776 р.)

У червні 1775 році при великому скупченні богомольців відбулися урочистості з нагоди перенесення до головного вівтаря образу Заславської Матері Божої, а також розп'яття «що вціліло від першої фундації». Водночас у вівтарях святого Франциска і святого Онуфрія було вмуровано привезені з Риму реліквії святого Валентина.

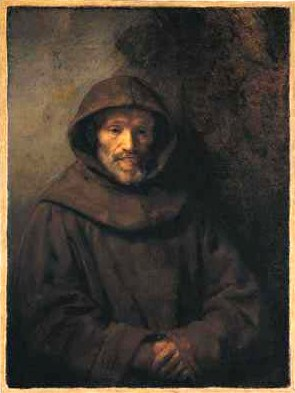
Портрет монаха-францисканця
(Рембрандт. 17 ст.)

Протягом 1778–1780 років відбулася «третя реконструкція» монастиря. Йозеф Лей[ґ]арк (Josef Legerlutz von Janow) вирізьбив скульптури святих Михайла, Антонія і Франциска, встановлені на фасаді. В 1782 році придбано нові дзвони. Останні зафіксовані в джерелах вдосконалення відносяться до 1789 року, Мішель Чарльз вчергове відремонтував орган.
Від 1740 року у монастирі були студії філософії, теології і риторики.
Монастирська бібліотека нараховувала близько 5 тисяч томів, в тому числі багато рідкісних видань.
При монастирі діяли каплиці святих Анни, Антонія і Франциска.
Від 1797 року монастир став головною резиденцією Руської провінції непорочного зачаття Пресвятої Діви Марії, до примусового злиття її з Литовською Провінцією у 1815 році.

### XIX століття
У XIX столітті заславським монахам-бернардинам належав фільварок з орною землею і сіножатями, млин і став у селі Городище, пасіка в урочищі Чорні Лози.
Внаслідок політики на послаблення римо-католицької церкви у 1841 році з наказу російської влади монастир перетворено на «штатний 2 класу», його клир надзвичайно урізано, а освітню діяльність скасовано. На початок XX століття заславський монастир оо. Бернардинів де-юре був єдиним дієвим монастирем ордену в межах Литовсько-Руської провінції, хоча де-факто не існував. У будівлях монастиря з дозволу російського уряду діяв новіціат для об'єднаних орденів отців бернардинів і капуцинів, єдиний для усієї Луцько-Житомирської дієцезії. Монастир використовувався для пенітенціарних цілей. Сюди за згодою дієцезіальної влади засилалися католицькі священники для спокутування або відпочинку на старості. Серед засланих тоді перебували Антоній Лінєвич, Фелікс Лубчинський, Мар'ян Токажевський, Максиміліан Туровський, Ілля Андрушкевич. Останній заславський монах-бернардин помер у 1910 році.

### 1914—1932

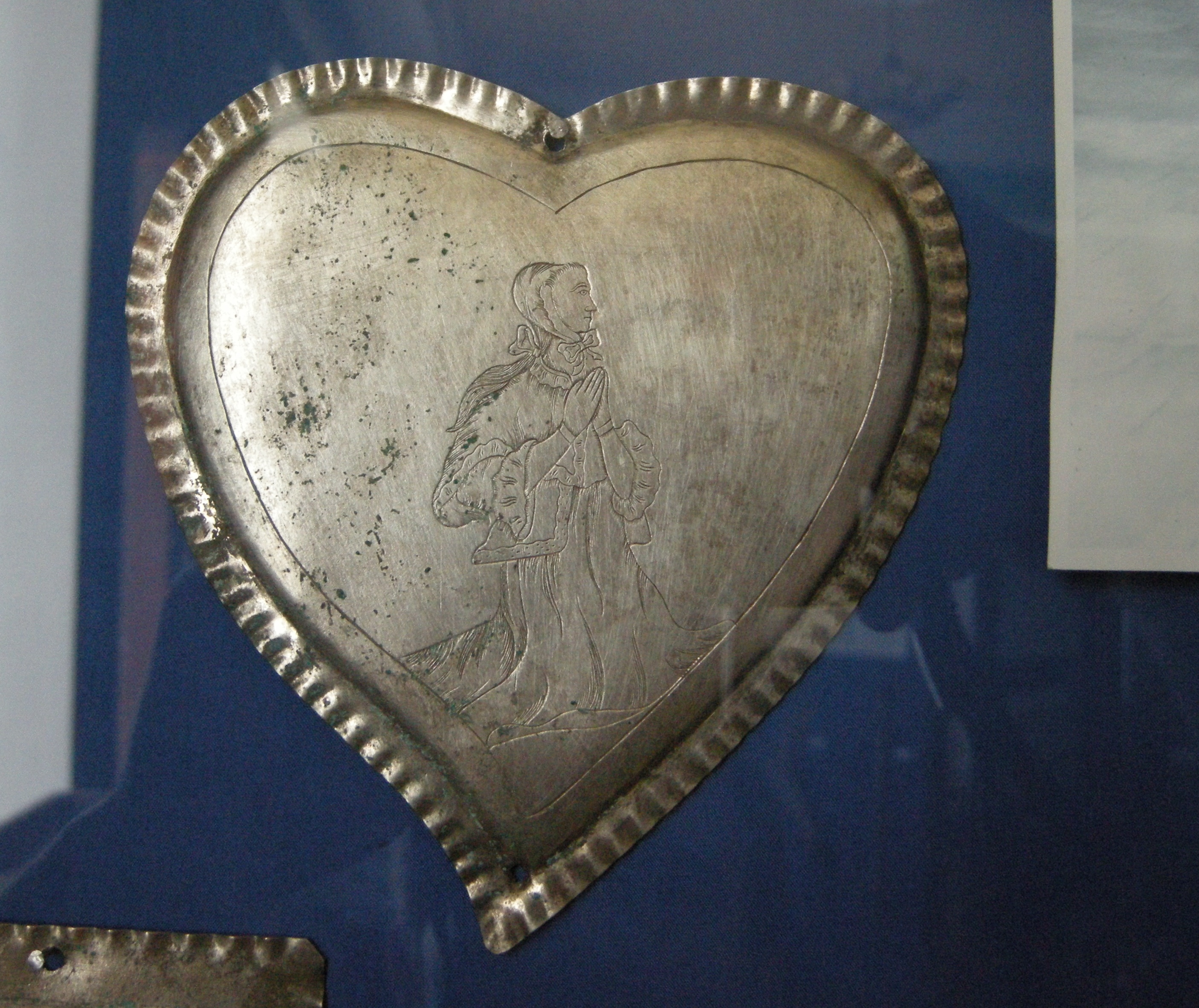
Вотива з одного зі скарбів знайдених на території монастиря
(Експозиція Ізяславського музею)

З початком Першої світової війни бернардини змогли повернутися на Волинь. У 1914 році в монастирі вже налічувалося 3 ченці і 2 священники. До 1915 року обов'язки адміністратора монастиря виконував Ґустав Єловицький.
Після радянської окупації в будівлях монастиря розташувалися Шепетівський БУПР (далі — Ізяславський БУПР) та Особливий відділ ЧК-ГПУ 2-ї Чернігівської ім. Німецької компартії Червоного козацтва кавалерійської дивізії.
У 1930 році монастир оо. Бернардинів оглянула комісія Волинського державного науково-дослідного музею у складі керівників мистецького і історичного відділів Антонова й Ілюченка. На той час в келіях монастиря розташовувася БУПР (будинок примусових робіт), який щойно почали ліквідовувати, в ув'язненні перебувало лише 20 чоловік. Проте на будівлю монастиря вже наклали оком КООПТАХ (кооперація птахівництва) і артіль кушнірів-халупників. Жодної вежі довкола монастиря тоді вже не існувало (станом на 1926 рік їх нараховувалося три) попри те, що представники музею застерігали місцеву адміністрацію від їх знищення. Багато з речей з монастиря були забрані до музеїв Шепетівки і Києва. Врешті, у справі порятування унікального культурного комплексу музейна комісія дійшла таких висновків:

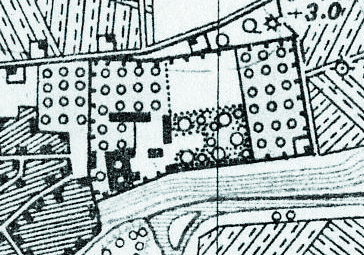
План території монастиря
(Фрагмент міської мапи 1938 р.)

|  | 1. Колишній бернардинський монастир, разом з усіма прилеглими будівлями, костьолом і садом перекваліфікувати на пам'ятку архітектури; 2. Захищати його від руйнування, що могло б статися з ним у випадку передачі до КООПТАХ чи кушнірської артілі; 3. Зупинити подальше вивезення із Заслава і околиць речей, що мають культурно-історичну і/або мистецьку вартість; 4. Заснувати у приміщеннях колишнього бернардинського монастиря краєзнавчий музей; 5. Повернути до того музею усі раніше забрані експонати; 6. Покласти на музей функцію охорони пам'яток культури і мистецтва Заславщини. |

Однак подальші події засвідчили усю марність сподівань музейників.
Останній бернардин залишив місто у 1932 році, попередньо організувавши вивіз до Польщі архіву й бібліотеки монастиря, а також частини опорядження.
До останніх днів у монастирі дотримувалися Тридентської меси з жорстким чинопослідуванням і зверненням священика до престолу, спиною до вірян.

## Поховання
Традиційно у крипті костелу здійснювалися поховання. Крім фундаторів, Януша і Олександри Заславських, у монастирі були поховані також інші представники родини Заславських: Кароль, Франциск, Сузанна, Евфрузина, Олександр і Костянтин, тілопокладання яких були в 1630-х роках перенесені до крипти в костелі Івана Хрестителя. Похованням у монастирських стінах вшанували також представників ордену: о. Каспера Працького, місіонера, що загинув мученицькою смертю в Московії; о. Мар'яна Шумського, спочатку ув'язненого, а згодом і закатованого московитами за місійну діяльність 1620 року; брата Томаша, убитого козаками 1622 року; брата Дідака з Самбора, убитого татарами 1624 року і отця Лукаша з Дрогобича, взірцевого катехита.

## Архітектура

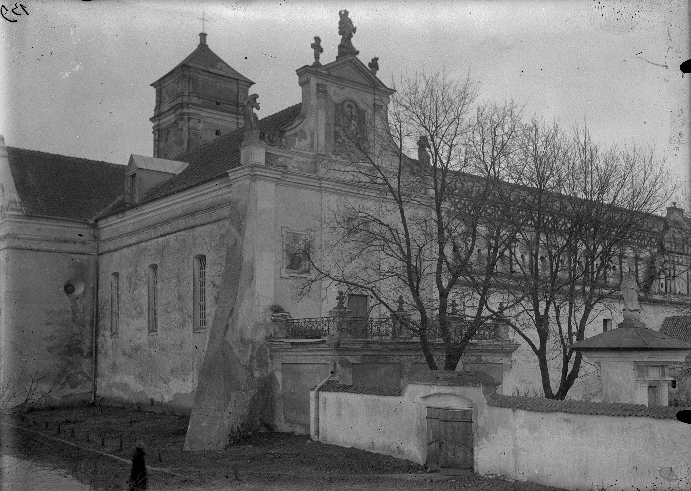
Костел святого Михайла. Вид із північного заходу

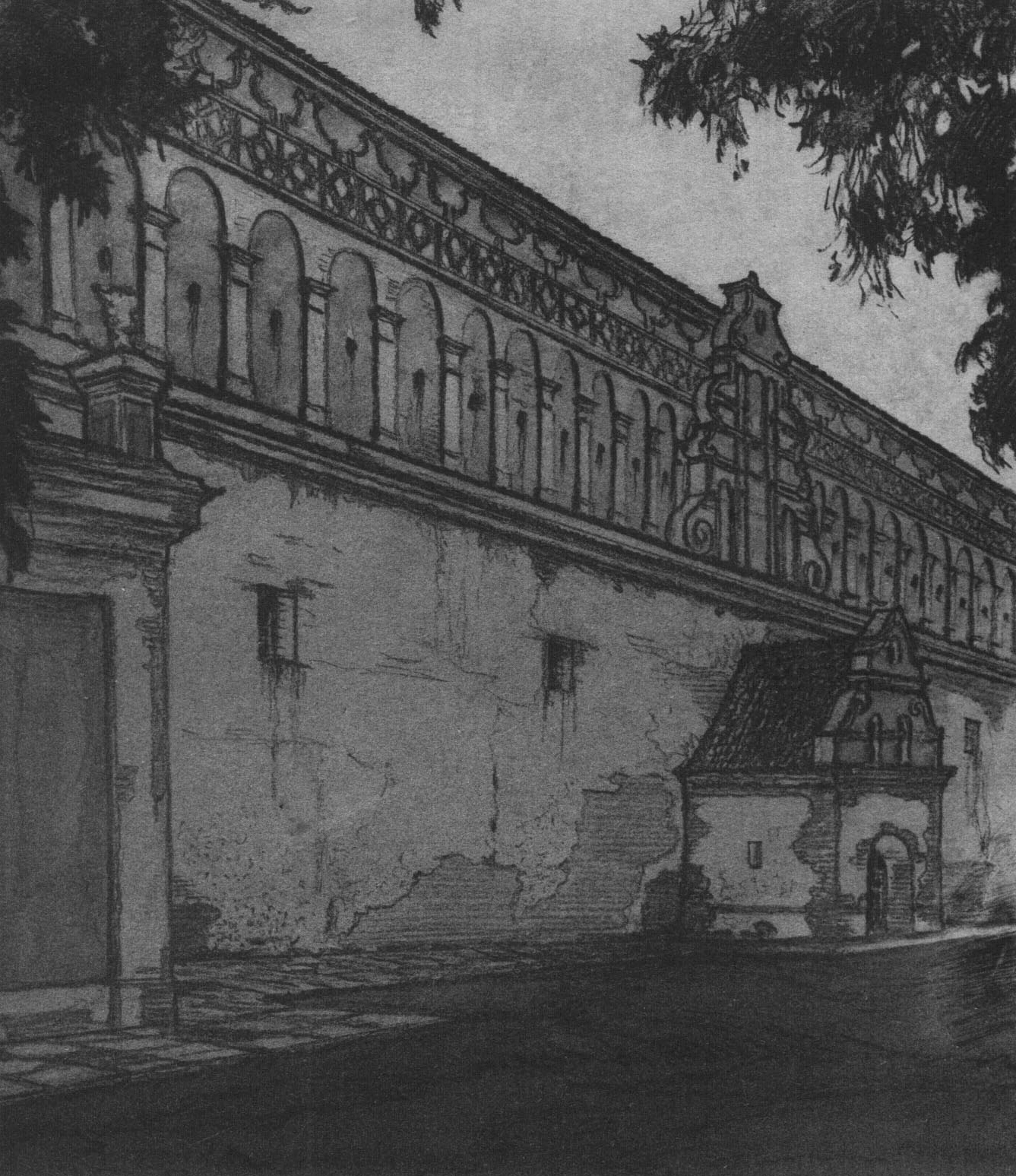
Західний фасад монастиря із тамбуром
(Георгій Лукомський. 1910 р.)

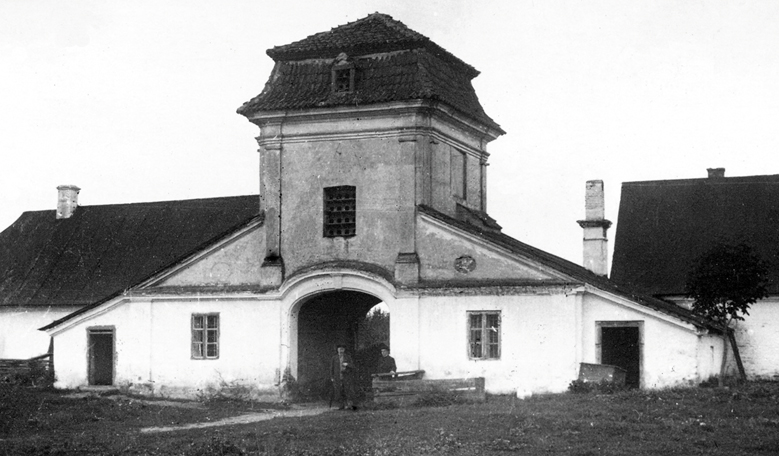
В'їзна брама навстіж… Вже в першій чверті XX ст. монастир лишився своєї суті

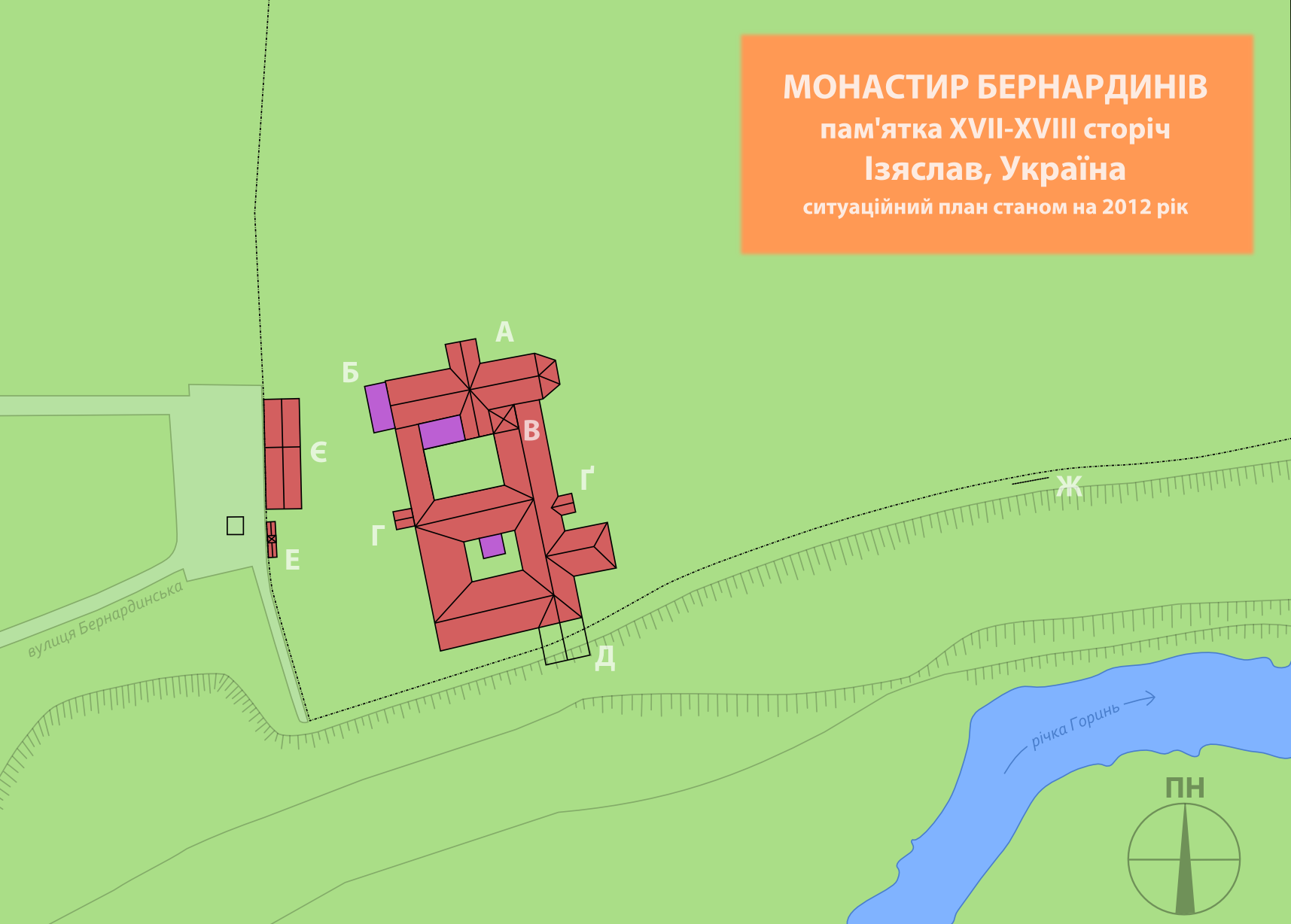
План. A: костел святого Михайла; Б: відкрита галерея; В: монастир бернардинів; Г: західний тамбур; Ґ: східний тамбур; Д: корпус монастиря знищений у 1950-х роках; Е: дзвіниця; Є: будинок; Ж: залишки муру з бійницями.

Костел святого Михайла — однонавовий храм на латинському розпланувальному хрестові, за рахунок трансепту, до південного прясла якого примикає квадратна у проєкції вежа. Вівтарна частина має гранчасте вирішення. Перекриття святині — склепінчате. Дах — черепичний. Освітлюється через вікна. Входи від заходу і сходу (через вежу). Від заходу добудовано нартекс, над яким розміщена відкрита галерея, оздоблена кованими ґратками, фіксованими на цегляних стовпцях, вхід на яку розташований з хорів. Храм оздоблено карнизом, розкрепованим на лопатках. Західний фасад вивершує маньєристий фронтон, оздоблений волютами, пілястрами і розвинутим карнизом. Трансепт від півночі прикрашає фронтон з аркатурою, від півдня зі спливами.
Вежа складає нині допіру два з половиною яруси, підкреслені карнизами і вертикальними пасами, наріжжя акцентовані пілястрами. Має кілька невеликих прорізів для освітлення і вентиляції. Між'ярусні сполучення по дерев'яних сходах. Вежа накрита приземкуватим шатровим бляшаним дахом зі шпилем.
Корпус монастиря поєднується з костелом в єдиний архітектурний ансамбль, примикаючи до храму від півдня. Цегляна двоповерхова споруда, що займає площу 67×37 м і утворює два клуатри. Південний клуатр з трьох сторін оточений галереями. На східному фасаді ризаліт, утворений монастирською їдальнею. На світлинах 1950-х ще можна побачити також ризаліт на південному фасаді, увінчений трикутним фронтоном, в подальшому розібраний у зв'язку з пристосуванням споруди під нові потреби. Перекриття склепінчаті. Третій ярус мав оборонне значення, до якого входила брустверна стінка з бійницями, збереглася на фасаді від заходу, декорована аркатурою, пілястрами і орнаментальними фризами. В центрі західного фасаду високий маньєристичний фронтон, оздоблений арочними і прямокутними нішами, волютами. Подібний, проте інакше декорований, фронтон розміщено також на західному фасаді біля південно-західного рогу споруди. Освітлюється через вікна. Накритий черепицею. Входи влаштовано з півдня, сходу і заходу через тамбури з фронтонами. Найцікавішим є одноярусний тамбур західного входу з найошатнішим маньєристичним фронтоном. Східний вхід прикрашає рельєф гербу князів Санґушків — Погоні.
Острозька брама — відігравала роль головних воріт монастиря від північного заходу. Нині залишки стін першого ярусу включені до в'язничної огорожі від вулиці Гагаріна. За стилістичними ознаками належить до робіт архітектора Паоло Фонтана і нагадує інші його роботи: браму-дзвіницю парафіяльного костелу в Острові-Любельському і дзвіницю Бернардинського костелу в Єлєньцю. Проте серед них отримала найпростіше розв'язання. У долішньому ярусі були розміщені просторі сіні з прибудовами по боках, у верхньому, взятому в спливи, розташовувалася кімната, освітлювана через прямокутні вікна. Накрита ламаним черепичним дахом з люкарною. Наріжжя підкреслені пілястрами.

## Охорона пам'ятки

Федір Ернст

Проблема захисту архітектурного комплексу монастиря бернардинів виникла одразу після втрати колишніми власниками повного над ним контролю і розміщення в частині його приміщень БУПРу. Вже на середину 1920-х років це була найбільш гостра пам'яткоохоронна проблема в Шепетівській окрузі. Протягом 1926 року колишній монастир тричі відвідували крайовий інспектор Київської крайової інспектури охорони пам'яток культури та мистецтва Федір Ернст і член президії Всеукраїнського археологічного комітету Данило Щербаківський. Завдяки їхнім зусиллям того ж року комплекс як пам'ятку республіканського значення було взято під спеціальну охорону НКО УСРР. Під охорону потрапили зокрема наступні об'єкти: частина обителі, що перебувала в користуванні релігійної громади (будівля костелу початку XVII ст., вежа, закриті прилеглі коридори, мур перед костелом, будинок ліворуч від вхідної брами, так звана палацова каплиця, дзвіниця праворуч від вхідної брами, купольний павільйон із розп'яттям перед ним, надгробний монумент між палацовою каплицею і костелом); частина колишнього монастиря, яку було пристосовано до потреб Шепетівського БУПРу (усі фасадні і внутрішні стіни, двори, коридори, келії, сходи, їдальня (рефекторій), прибудова біля дворового коридору, дерев'яні різьблені двірки біля всіх дверей). Також Київська крайова інспектура охорони пам'яток культури та мистецтва узяла під охорону помешкання колишньої монастирської їдальні; орнаменти та забілені розписи на релігійні теми у келіях колишнього монастиря тощо. Адміністрація БУПРу зобов'язувалася утримувати перелічені об'єкти і довколишні садки у належному стані, не порушуючи їх зовнішнього вигляду.

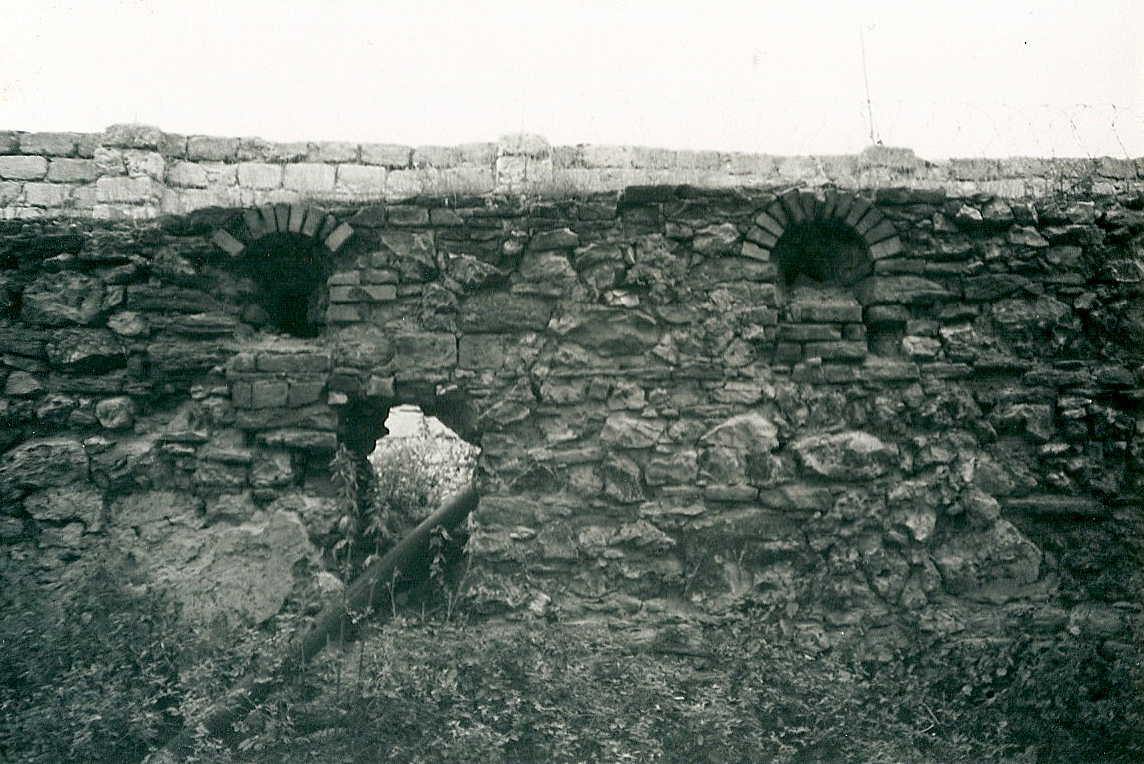
Як охороняється середньовічний мур можна переконатися з його стану (Світлина 2004 р.)

Натомість адміністрація БУПРу, всупереч Положенню про охорону пам'яток культури і природи, затвердженому ВУЦВК та РНК УСРР 10 червня 1926 року здійснювала активну перебудову приміщень і пристосування їх під власні потреби. Крім того захоплювалися нові приміщення, що нібито не використовувалися релігійною громадою. Внаслідок діяльності тюремників найбільшої шкоди було завдано одному з найкращих в тодішній Україні головному фасаду монастиря. Руйнувалися стіни між келіями, порушувалася кладка основних стін, «пробито величезну дірку» за приміщенням колишньої їдальні, розібрано всі старі груби та замінено їх на нові. Роботи виконувалися ув'язненими з порушенням технології будівництва, «дим з пробитих димоходів йшов через дерев'яні дошки підлоги в коридори другого поверху». Без будь-якої очевидної потреби довкола монастиря вирубувалися зелені насадження, в тому числі вікові дерева. У зв'язку з цим було здійснено кілька безуспішних спроб відчуження пам'ятки з користування БУПРу. 1931 року до справи захисту пам'ятки долучився НКО УСРР. Та попри всі зусилля пам'яткоохоронців колишній монастир бернардинів було остаточно перетворено на в'язницю.
Постановою Ради Міністрів УРСР від 24 серпня 1963 року № 970 комплекс пам'яток («костел бернардинів, келії, мури з брамою та баштами»), розташованих на території ізяславської в'язниці, під № 760 узято під охорону держави.
Костел святого Михайла та монастир оо. Бернардинів занесено до Державного реєстру національного культурного надбання (пам'ятки містобудування і архітектури), охоронні номери комплексу, до якого також включено «мури з брамами й баштами», 760 0—760 3.
23 вересня 2008 року комплекс внесено до переліку памʼяток культурної спадщини, що не підлягають приватизації.
Перебування пам'ятки у посіданні установи пенітенціарної системи унеможливлює проведення інвентаризації її нинішнього стану чи наукових досліджень. Відомо, що в будівлі колишнього монастиря збереглися фрагменти стінопису XVIII століття.

## В'язниця

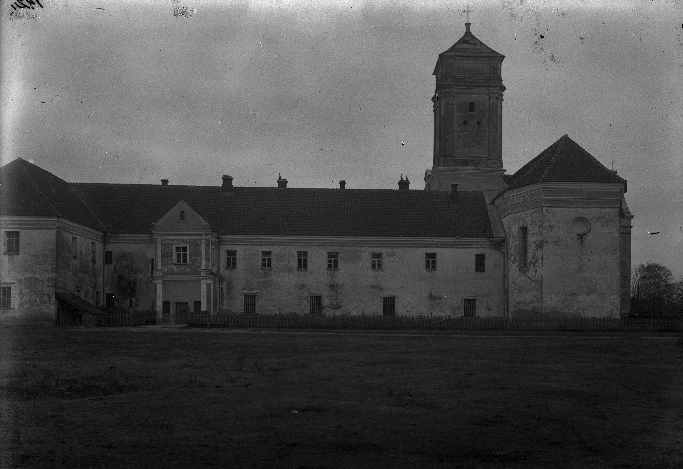
Монастир від сходу. (1920 р.)

### ЧК
З початку 1920-х років монастирський комплекс зайняли радянські окупанти. В будівлях монастиря розташувалися Шепетівський БУПР (далі — Ізяславський БУПР) та Особливий відділ ЧК-ГПУ 2-ї Чернігівської ім. Німецької компартії Червоного козацтва кавалерійської дивізії.
Безпосередньо у в'язниці засідала так звана «трійка», орган позасудового винесення вироків.
Такий спогад про становлення логіки Червоного терору у застінках Бернардинів, як відтоді й дотепер називають цю буцегарню в народі, залишив селянин із села Двірець П. Тимчик:
|  | Заслав. Бернардини. Слизька цвіль по кутках в'язниці, холодно і дико. Нас, заарештованих, вигонять з камер в сіни і змушують роздягатися. Високий жид ходив коло нас і для розваги бив шомполом по голих спинах. При допитах нас було морено голодом і бито до нестями. Пригадується ще 1930 рік. Щоночі жид Телішевський виводив з камери по одному з арештованих і розстрілював. Ми чули постріли, передсмертні крики. Здригалося серце, з очей падали сльози. Напрошується питання: за що такі муки? Хіба це ми злочинці? Хіба ми, сіренькі працьовники, вороги народу? |

Ізяславська в'язниця часів Червоного терору знайшла також своє відображення в поезії українського поета Миколи Болкуна.

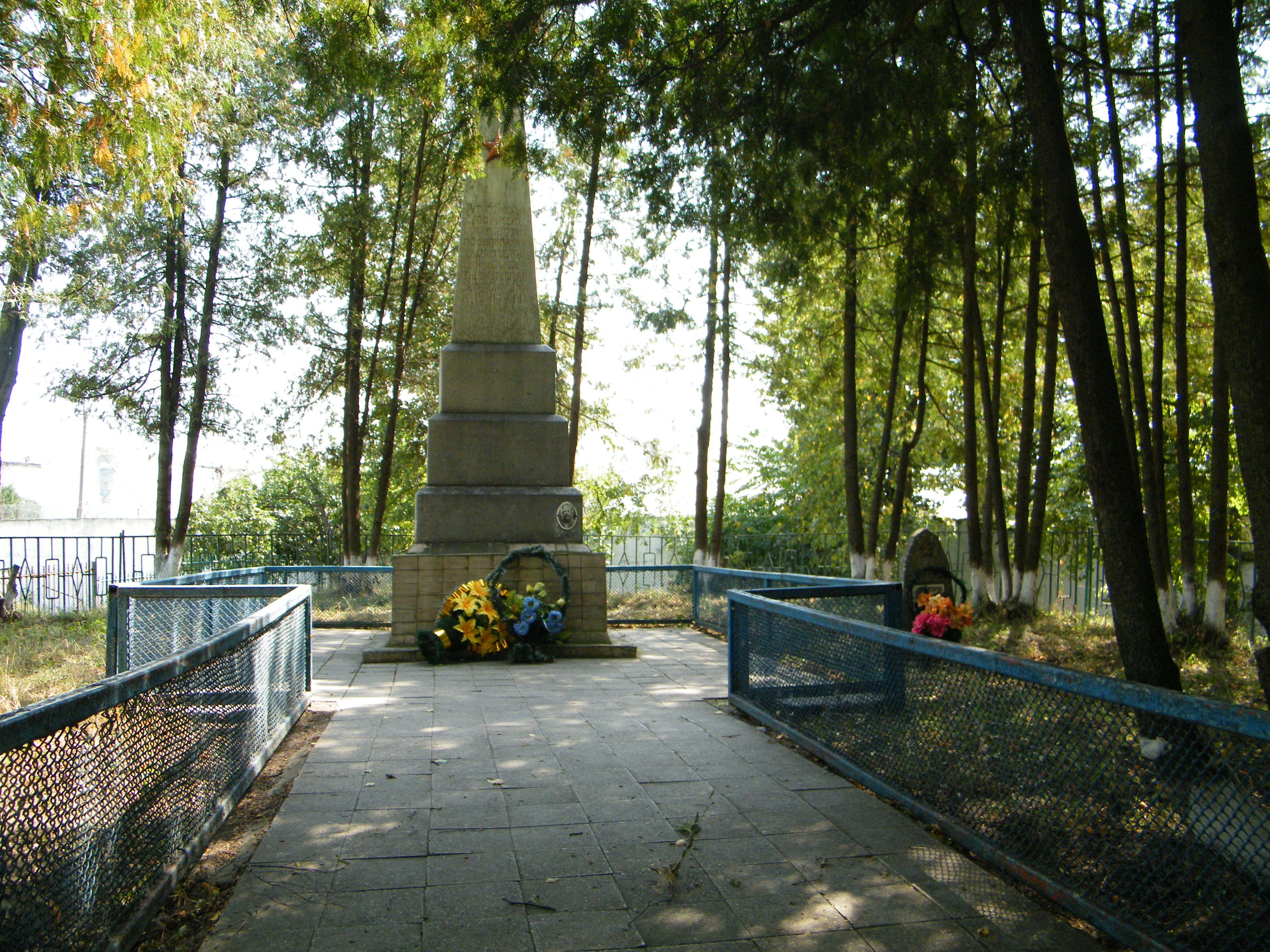
Надмогильний пам'ятник на місці поховання жертв Гестапо

Напередодні німецько-радянської війни у в'язничних стінах проводилися експерименти над людьми, перевірялися токсичні і психотропні препарати. З початком німецького наступу персонал і службовці НКВС врятувалися втечею, полишивши «пацієнтів» напризволяще.

### Гестапо
В часі німецької окупації 1941–1943 років комплекс колишнього монастиря бернардинів прислужився Гестапо. Зокрема тут перебували в ув'язненні члени заславської антинацистської групи Михайла Машерука, частину з яких закатовано, частину розстріляно.

### Ізяславська дитяча трудова колонія
Після війни у монастирських стінах розташовувалася трудова колонія для близько 200 «неповнолітніх правопорушників». В дійсності це були діти «ворогів народу». З 1954 року трудова колонія була секретним об'єктом, що підпорядковувався безпосередньо Москві.
6 грудня 1956 року в таємному розпорядженні МВС СРСР йшлося про ситуацію в так званих дитячих колоніях СРСР. Зокрема зазначалося, що за минулий рік в ізяславському таборі були зафіксовані випадки образ і побиття слабких підлітків, конфіскації у них їжі, речей і грошей з боку працівників колонії. Протягом року табір охоплювали заворушення і акції масового спротиву ув'язнених.
До 1958 року начальником наглядової служби Ізяславської дитячої трудової колонії Управління Міністерства внутрішніх справ у Хмельницькій області служив Олексій Дєвятілов, один з виконавців масових розстрілів польських військовополонених у путивльських таборах 1940 року.

### МХ 324/58
Виправна установа МХ 324/58 заснована 1960 року, за короткий час стала відома на увесь СРСР як одна з найсуворіших кримінальних тюрем. Безпосередньо до 1965 року буцегарня використовувалася радянськими спецслужбами для проведення таємних екзекуцій над політичними в'язнями.
|  | Цей табір має довгу історію і за Союзу був одним з найбільш беззаконних. Розповідали, що життя людини коштувало тут пачку цигарок і пачку чаю. Начальство знищувало незгідних підкуповуючи інших засуджених, шляхом свідомої облуди, що викликала розборки й різанину. Заразом постійно тероризуючи ув'язнених, накладаючи дисциплінарні стягнення, напр. ув'язнення до одиночного ізолятора. Відтак люди духовно ламалися і починали співпрацювати з адміністрацією, або ж серйозно занедужували, після чого не викликали жодної зацікавленості в керівництва. —Оригінальний текст (рос.) Этот лагерь существует очень давно и при Союзе был одним из самых беззаконных. Люди рассказывали, что жизнь человека здесь стоила пачку сигарет и пачку чая. Начальство уничтожало неугодных путем подкупа других осужденных, путем плетения интриг среди заключенных, которые приводили к разборкам и резне. А также просто подвергая осужденных постоянному террору в виде дисциплинарного преследования с заключением в одиночный изолятор и т. д. После этого люди ломались духовно и начинали сотрудничать с администрацией или приобретали серьезные заболевания, после чего уже не представляли никакого интереса для начальства |

 переповідає один з колишніх ізяславських в'язнів.
У 1972 році під час земляних робіт на території колишнього монастиря було знайдено скарб, який складався з церковного начиння: золотих чаш, срібних таць, медальйонів, підвісок, золотих ланцюжків, таріль, хрестів з коштовним камінням. Згодом скарб вивезений до столиці СРСР Москви.
Відомо, що в різний час тут перебували в неволі дисиденти Петро Саранчук, Сергій Бабич, Олексій Мурженко, Леонід Шраєр. Двоє останніх вийшли з в'язниці лише 1987 року, за чотири роки до розпаду СРСР.
|  | Я побачив обличчя бранців цього табору. — Згадував Олексій Мурженко. — Втім, сказати – побачив обличчя, значить нічого не сказати. Це було мариво – ніби приверзся жахливий, фантастичний сон на кшталт Гофмана чи «Капрічос» Гойї. Ми йшли подвір’ям, попереду виднівся монастир, праворуч метрів за двісті була двоповерхова будівля з цегли, оточена металічними ґратами-парканом близько двохметрової висоти. За цими ґратами виднілася довга лава людей у смугастих робах. Як потім довідався (хоча здогад виник одразу), це були бранці «на шляху до виправлення», за що їх і утримували у відкритому бараці. Такий привілей можливий після відбуття третини строку. Інші бранці утримувалися в камерах під замком. Я сповнений цікавості чекав на зустріч. У цю мить своїми почуттями я, вочевидь, був дуже близький до піонерів, до великих мандрівців Миклухо-Маклая, Марко Поло чи Лівінґстона! Що то за земля, хто і які вони аборигени? На що очікувати від майбутньої зустрічі? І ось човен торкнувся дна, мандрівець виходить на берег і повільно, збентежено йде назустріч юрбі тубільців. Він вже розрізняє їхні обличчя... Ось перші обличчя бранців припавших до ґрат. Вони видалися мені якимись дивними. Я подумав, що це кочегари, що кинули на мить шурувати в топках вугілля і вийшли подивитися на етап. Але ось я йду далі і бачу такі самі, ніби вкриті вугільним пилом, викалені вогнем, виснажені примусовою працею обличчя. <…> Я, ошелешений, йшов далі і бачив усе ті самі маски, ніби з фільму жахів. Маски ці не мали індивідуальної неповторності, ці дивні обличчя були як одна маска. Я міг помітити тільки спільні риси, притаманні всім бранцям, що стояли за металевими ґратами: грубі, неживі, і не просто неживі, а ніби залякані і зхудобілі, - їхні риси не випромінювали притаманної обличчю нормальної людини духовності, а викликали в уяві лише овечі чи ведмежі морди.Оригінальний текст (рос.) Я увидел лица зэков этого лагеря. Впрочем, сказать - увидел лица, значит ничего не сказать. Это было видение - как будто пригрезился кошмарный, фантастический сон в духе Гофмана или «Капричос» Гойи. Мы проходили по двору, впереди был виден монастырь, справа метрах в двухстах было двухэтаж ное здание из кирпича, огороженное металлической решеткой-забором метра два высотой. За этой решеткой была видна длинная шеренга людей в полосатых робах. Как потом я узнал (хотя догадка возникла сразу), это были «ставшие на путь исправления» зэки, за что они и содержались в открытом бараке. Такая привилегия возможна после отбытия трети срока. Остальные зэки содержатся в камерах под замком. Я с жадным любопытством ж дал встречи. В это мгновение по своим чувствам я, видимо, был очень близок к первопроходцам, к великим путешественникам Миклухо-Маклаю, Марко Поло или Ливингстону! Что за земля, кто и каковы аборигены? Что можно ж дать от предстоящей встречи? И вот шлюпка коснулась дна, путешественник выходит на берег и медленно, с бьющимся сердцем идет навстречу толпе туземцев. Он уж е различает их лица. Вот первые лица зэков, прильнувших к решетке. Они мне показались какими-то странными. Я подумал, что это кочегары, бросившие на мгновение шуровать в топках уголь и вышедшие посмотреть на этап. Но вот я иду дальше и виж у такие же, как будто покрытые угольной пылью, прокаленные огнем, измотанные каторжным трудом лица. <…> Я, ошеломленный, шел дальше и видел все те же маски, как будто бы из фильма ужасов. Маски эти не имели индивидуальной неповторимости, эти странные лица были как одна маска. Я мог заметить только общие черты, присущие всем зэкам, стоявшим за металлической решеткой: грубые, безжизненные, и не просто безжизненные, а как будто бы отупевшие и оскотиненные. - их черты не выражали свойственной нормальному человеческому лицу духовности, и вызывали в воображении лишь овечьи или медвежьи морды. |

### ЗВК №58— «Монастир»

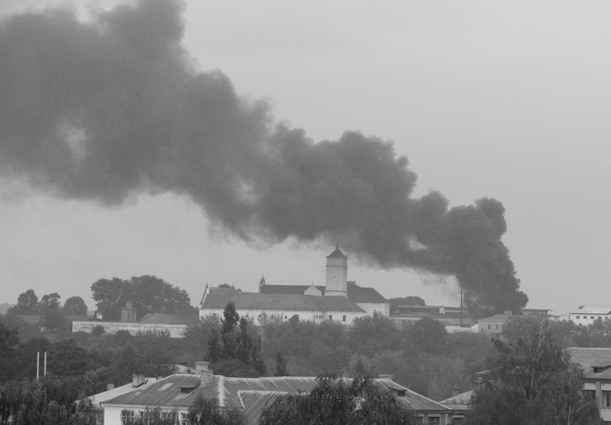
На території в'язниці спалахнула пожежа (25 жовтня 2007 р.)

Через жахливі умови утримання і грубого поводження з ув'язненими установа української пенітенціарної системи Замкова виправна колонія № 58 (назви у кримінальному світі: Монастир, Білий лебідь) перманентно згадується у правозахисному і медійному дискурсах. Йдеться про те, що в пивницях колишнього монастиря облаштовано карцер і 64 одиночні камери, а також 62 камери в колишніх стайнях, де створено несумісні зі здоров'ям та життям умови утримання. Відтак це викликає протести засуджених, що переростають у конфлікти з адміністрацією в'язниці. Відомо, принаймні, про дві схожі між собою ситуації тиску і примушення невільників на виборах до парламенту і президента. Проте в 2007 році конфлікт вийшов за межі буцегарні, спричинивши незручності у користуванні мобільним зв'язком для мешканців цілого міста.
У 2008 році в будівлі колишнього костелу святого Михайла засновано парафію Богородиці «Розпачливих остання Надія» (рос. «Отчаянных единая Надежда») УПЦ (МП).
У липні 2009 року протест в'язнів проти жахливих умов утримання і грубого поводження повторився.
1 липня 2010 року Європейський суд з прав людини ухвалив рішення в справі «Давидов і інші проти України». Суд встановив, що протягом 2001–2002 років мало місце чотири порушення статті 3 Конвенції (заборона тортур і жорстокого поводження), статті 8 § 1 (право на повагу кореспонденції), стаття 13 (право на ефективний засіб правового захисту), статті 34 (право на індивідуальні скарги), а також нездатність забезпечити необхідні умови для розгляду справи, відповідно до статті 38 § 1 (а) стосовно осіб які на той час відбували покарання в ЗВК № 58. Справа «Давидов і інші проти України» виявила одне з найбільш кричущих порушень прав людини в Україні. Йдеться про відпрацювання бойових навичок міліцейськими спецпідрозділами МВС України на особах, що відбувають покарання в місцях позбавлення волі.
Після скасування в Україні смертної кари в ЗВК № 58 створено сектор для тримання понад ста довічників. Душпастирську працю із засудженими і співробітниками колонії провадять капелани УГКЦ.
В січні-лютому 2018 року у  Замковій колонії відбувалися протести засуджених.
Не зважаючи на те що Україна рухається до Євросоюзу, до підвищення стандартів життя, колонія навпаки продовжує знущання в кращих традиціях фашистських та радянських карателів 
24 жовтня Європейський суд по правам людини визнав вину Замкової виправної колонії у порушенні норм Європейського законодавства по утриманні ув'язнених і присудив виплати 16 засудженим грошової компенсації ( справа Шайков та інші) серед порушеннь: "перенаселеність, пасивне куріння, відсутність свіжого повітря, недостатня температура, відсутність або низька якість постільної та постільної білизни, відсутність усамітнення в туалеті, запліснявіла або брудна камера, відсутність або обмежений доступ до теплої води, відсутність туалетних приналежностей, зараження камери з комахами/гризунами, відсутність або неадекватні гігієнічні умови, низька якість їжі, погана якість питної води, відсутність або обмеження доступу до душу, відсутність або обмеження доступу до питної води, відсутність або недостатня кількість фізичних вправ на свіжому повітрі"  

## Цікаві факти
- Після смерті засновника монастиря князя Януша Заславського (пом.1629) і його дружини Олександри Санґушківни (пом.1610), їхні законсервовані в кришталі серця були замуровані до стіни святині[15]. Ще давньогрецький філософ Арістотель вважав, що душа людини перебуває в її серці.
- 31 січня 1811 року до хвіртки монастиря застукав Едвард Валентин Каінко (псевд.: Каетан Ґавінський), майбутній камедул, проповідник і перекладач[55].
- У 1858 році в монастирі помер колишній професор філософії моралі Віленської духовної академії, автор невиданої через цензуру «Історії ордену піарів Литовської провінції» Казимир Ленартович[56].
- У монастирі прийняла присягу Маргарита Шевчик, засновниця Згромадження Дочок Скорбної Пречистої Діви Марії, 9 червня 2013 року Папою Римським Франциском зачислена до лику блаженних[57].
- У 1909–1913 роках у монастирі перебував в ув'язненні Мар'ян Токажевський, майбутній капелан першого голови відродженої польської держави Юзефа Пілсудського[13][58].

## Зауваги
1. ↑  1603 року Януш Заславський перейшов на католицизм, а фундуш для бернардинів надав у 1604 році, отже будівництво князем величного католицького монастиря в серці своїх володінь, можна вважати за символ нового навернення. Див.: Наталя Яковенко. Паралельний світ. Дослідження з історії уявлень та ідей в Україні XVI–XVII ст. Київ 2002. С. 65-66. ISBN 966-7679-23-3
2. ↑  Син Януша Янушевича Заславського Олександр піклувався перед єпископом луцьким Ахаціушем Ґроховським про перенесення тіл членів родини з гробниці, що була розташована у костелі святого Михайла при монастирі оо. Бернардинів до новозбудованого храму святого Івана Хрестителя. Гробницю при фарі святого Івана Хрестителя збудовано щойно у 1630-х роках, тоді коли за інвентарним описом Старозаславського замку від 15 липня 1622 року костел святого Михайла тільки почали засклеплювати. Це може свідчити лише на те, що тіла членів родини Заславських перебували у місці спорудження римо-католицької святині раніше від початку надання фундушу, тобто при згаданій «православній каплиці», яку Тадеуш Єжи Стецький вважав до того ж «колишнім замком кн. Заславських».
3. ↑  Правове поняття, що означає дарування майна, грошових сум або земель на церкви чи монастирі.
4. ↑  Повернена до заславського монастиря у 1746 році.
5. ↑  Це означало, що в монастирі мусять мешкати монахи з ліквідованих монастирів. Після смерті останнього з них монастир мав бути зачинений.
6. ↑  Ілля Андрушкевич — викладач богослов'я, церковного права та історії церкви. Василіанин. Автор «Короткого нарису церкви на Русі» (Львів, 1883). Мешкав у Заславі протягом 42 років і помер в ув'язненні 15 березня 1884 року «смертю святих». Див.:ISIDORE PATRYLO. The Province of Xolm under the Patronage of the Nativity of the Mother of God (1810–1864) // ANALECTA ORDINIS SANCTI BASILII MAGNI. Т. 13. Sumptibus PP. Basilianorum, 1988. (англ.); Feliks Koneczny. Święci w dziejach Narodu Polskiego. Warszawa 1985. ISBN 8370190057 (пол.)
7. ↑  Останній бернардин залишив Заслав у 1932 році попередньо організувавши вивіз до Польщі архіву й бібліотеки (1920 року перевезена до Львова) монастиря, а також частини опорядження. Спершу усі речі зберігалися у монастирі оо. Бернардинів у Сокалі, коли в 1950-х роках були перевезені до Музею Польської провінції оо. Бернардинів в Лежайську. Архів опинився у Кракові в Архіві Польської Провінції ордену.

### Стосовно монастиря
- Тадеуш Єжи Стецький. Волинь. Статистичний, історичний і археологічний огляд. Львів 1864. Т. 1 [Архівовано 4 лютого 2015 у Wayback Machine.](пол.)
- Світлини монастиря Бернардинів [Архівовано 27 лютого 2012 у Wayback Machine.]
- N. N. З розповідей моєї бабуні [Архівовано 20 листопада 2008 у Wayback Machine.]
- Анна Романовська, Володимир Федотов. Знаки часу. Звідки «хвилі» в Пересопницькому Євангелії? [Архівовано 30 листопада 2012 у Wayback Machine.]

### Стосовно буцегарні
- Як зеки «За ЄДУ» голосували [Архівовано 8 червня 2009 у Wayback Machine.](рос.)
- Без права на оскарження [Архівовано 11 грудня 2008 у Wayback Machine.]
- Листи до Юлі [Архівовано 2 лютого 2020 у Wayback Machine.](рос.)
- Голосуючи за вас вони ризикували навіть життям [Архівовано 2 лютого 2020 у Wayback Machine.] (рос.)
- Здійснення покарань по-українськи [Архівовано 2 лютого 2020 у Wayback Machine.] (рос.)
- Лист у ГПУ [Архівовано 2 лютого 2020 у Wayback Machine.] (рос.)
- В'язні і вибори [Архівовано 2 лютого 2020 у Wayback Machine.] (рос.)
- Strasbourg Judgment over Iziaslav Colony Beatings [Архівовано 15 вересня 2011 у Wayback Machine.] (англ.)